# I'll Be Here
『I'll Be Here』（アイル・ビー・ヒア）は、2004年9月22日にコロムビアミュージックエンタテインメントより発売された「美少女戦士セーラームーン Moonlight Real Girl Memorial CD-BOX」のDisc-3として収録されたミニアルバム。6曲収録されている。
また、収録されている楽曲はすべて「美少女戦士セーラームーン 〜全曲集〜」にも収録されている。

## 概要
- 本作はテレビドラマ『美少女戦士セーラームーン』の作中に登場するCDを再現したもの。愛野美奈子（小松彩夏）の3rdアルバムという設定。第47話初登場でアルテミスにサンプル盤を渡したまま逝ってしまう。
- CD帯には、「ファン待望MINAKOの3rdアルバムついにリリース!」を書き入れたものもある。CD帯のNOW ON SALEが描いた4枚CD「IMITATION」・「肩越しに金星」・「VENUS」・「Kiss!2 Bang!2」には番組用にディスクジャケットのみ作成されたもので、実際に発売しないと発表した。
- 劇中で原本フルアルバムを制作する予定であったが、美奈子の体調不良を考慮して、ミニアルバムを制作していた。

## 収録曲目
1. Romance [3:47] 
  - 作詞：杉浦篤／作曲：杉浦篤／編曲：秋葉原健介
  - テレビドラマ『美少女戦士セーラームーン』劇中歌
  - 初出はキャラクターシングル。
2. I'm Here [4:52] 
  - 作詞：shin／作曲：杉浦篤／編曲：Gary Newby
3. C'est la vie 〜私のなかの恋する部分 [4:04] 
  - 作詞：岩里祐穂／作曲：平間あきひこ／編曲：平間あきひこ
  - テレビドラマ『美少女戦士セーラームーン』劇中歌
  - 初出はCD「キラリ☆セーラードリーム!」カップリング。
4. 肩越しに金星 [4:37] 
  - 作詞：武内直子／作曲：小幡英之／編曲：秋葉原健介
  - テレビドラマ『美少女戦士セーラームーン』劇中歌
  - 初出はキャラクターシングル。
5. Kiss!2 Bang!2 [3:32] 
  - 作詞：田形美喜子／作曲：髙見優／編曲：高見優
  - テレビドラマ『美少女戦士セーラームーン』劇中歌
6. さよなら〜sweet days [4:55] 
  - 作詞：shin／作曲：ムラマツテツヤ／編曲：ムラマツテツヤ
  - テレビドラマ『美少女戦士セーラームーン』劇中歌